# Großbundenbach
Großbundenbach ist eine Ortsgemeinde im Landkreis Südwestpfalz in Rheinland-Pfalz. Sie gehört der Verbandsgemeinde Zweibrücken-Land an, innerhalb derer sie gemessen an der Einwohnerzahl die drittkleinste Ortsgemeinde darstellt. Das Dorf bezeichnet sich selbst als „Das Walnussdorf“.

## Geografie

### Lage
Großbundenbach liegt auf der Sickinger Höhe zwischen der saarländischen Kreisstadt Homburg und der kreisfreien Stadt Zweibrücken. Zur Gemeinde gehören zusätzlich die Wohnplätze Erlenhof und Ochsengrunder Ziegelhütte. Nachbargemeinden sind – im Uhrzeigersinn – Käshofen, Kleinbundenbach, Battweiler und Zweibrücken.

### Gewässer
Durch den Nordwesten der Gemarkung, jedoch abseits des Siedlungsgebiets, verläuft der namensgebende Bundenbach. Im Südosten bildet der Auerbach die Grenze zu Battweiler. Ganz im Südwesten der Gemarkung befindet sich außerdem die Genovevaquelle.

## Geschichte
Großbundenbach wurde erstmals im Jahre 1178 urkundlich erwähnt. Während des Mittelalters gehörte die Gemeinde, die damals lediglich Bundenbach hieß, zeitweilig zur Herrschaft Kirkel. Bis 1674 gehörte sie den Herren von Steinkallenfels, gelangte dann durch Kauf an die Familie Cathcart zu Carbiston und kam 1777 im Tausch gegen Wolfersheim an Pfalz-Zweibrücken.
Von 1798 bis 1814, als die Pfalz Teil der Französischen Republik (bis 1804) und anschließend Teil des Napoleonischen Kaiserreichs war, war Großbundenbach in den Kanton Homburg eingegliedert und war Sitz einer Mairie, die zusätzlich Biedershausen, Kleinbundenbach und Mörsbach umfasste. Anschließend wechselte der Ort in das Königreich Bayern. Von 1818 bis 1862 gehörte Groß-Bundenbach – so die damalige Schreibweise – dem Landkommissariat Homburg an; aus diesem ging das Bezirksamt Homburg hervor.
Da ein Teil des Bezirksamts – einschließlich Homburg selbst – 1920 dem neu geschaffenen Saargebiet zugeschlagen wurde, wechselte der Ort ins  Bezirksamt Zweibrücken. 1939 wurde Großbundenbach in den Landkreis Zweibrücken eingegliedert. Nach dem Zweiten Weltkrieg wurde die Gemeinde innerhalb der französischen Besatzungszone Teil des damals neu gebildeten Landes Rheinland-Pfalz. Im Zuge der ersten rheinland-pfälzischen Verwaltungsreform wechselte sie in den Landkreis Pirmasens (ab 1997 Landkreis Südwestpfalz); im selben Jahr wurde sie dem neugeschaffenen Verbandsgemeinde Zweibrücken-Land zugeordnet.
2011 wurde Großbundenbach Sieger in der Sonderklasse in Rheinland-Pfalz beim Wettbewerb Unser Dorf hat Zukunft.

## Bevölkerungsentwicklung
Die Entwicklung der Einwohnerzahl von Großbundenbach, die Werte von 1871 bis 1987 beruhen auf Volkszählungen:
| Jahr | Einwohner |
| ---- | --------- |
| 1815 | 370       |
| 1835 | 441       |
| 1871 | 351       |
| 1905 | 378       |
| 1939 | 338       |
| 1950 | 395       |

| Jahr | Einwohner |
| ---- | --------- |
| 1961 | 353       |
| 1970 | 365       |
| 1987 | 354       |
| 1997 | 398       |
| 2005 | 388       |
| 2017 | 337       |

## Politik

### Gemeinderat
Der Gemeinderat in Großbundenbach besteht aus acht Ratsmitgliedern, die bei der Kommunalwahl am 9. Juni 2024 in einer personalisierte Verhältniswahl gewählt wurden, und dem ehrenamtlichen Ortsbürgermeister als Vorsitzendem.
Die Sitzverteilung im Gemeinderat:
| Wahl | SPD               | CDU               | WGB a             | WG 1 b            | WG 2 c            | Gesamt  |
| ---- | ----------------- | ----------------- | ----------------- | ----------------- | ----------------- | ------- |
| 2024 | 5                 | –                 | 3                 | –                 | –                 | 8 Sitze |
| 2019 | 5                 | –                 | –                 | 1                 | 2                 | 8 Sitze |
| 2014 | per Mehrheitswahl | per Mehrheitswahl | per Mehrheitswahl | per Mehrheitswahl | per Mehrheitswahl | 8 Sitze |
| 2009 | 5                 | 3                 | –                 | –                 | –                 | 8 Sitze |
| 2004 | 5                 | 3                 | –                 | –                 | –                 | 8 Sitze |

### Bürgermeister
Dieter Glahn (FDP, auf der offenen SPD-Liste) wurde 2009 Ortsbürgermeister von Großbundenbach. Bei der Direktwahl am 26. Mai 2019 wurde er für weitere fünf Jahre in seinem Amt bestätigt. Bei der Direktwahl am 9. Juni 2024 setzte er sich mit 79,4 % gegen einen Mitbewerber durch.
Glahns Vorgänger Jochen Schael (SPD) hatte das Amt von 1979 bis 2009 ausgeübt.

### Wappen
| Wappen von Großbundenbach | Blasonierung: „Schild geteilt durch einen goldenen Balken. Oben in Grün ein nach rechts schreitender silberner Leopard, unten in Grün ein linksgewendetes Osterlamm mit Fahne (rotes Kreuz auf silbernem Feld) und goldenem Nimbus.“                                                                                             |
| Wappen von Großbundenbach | Wappenbegründung: Das Wappen entspricht bis auf die Tinktur dem Wappen von Kleinbundenbach, das gleichfalls am 18. April 1967 verliehen wurde. Der silberne Leopard im grünen Feld und der Balken entstammen dem Wappen der Herren von Steinkallenfels, das Osterlamm einem 1746 verwendeten Siegel von Käshofen und Buntenbach. |

## Kultur und Sehenswürdigkeiten

### Kulturdenkmäler

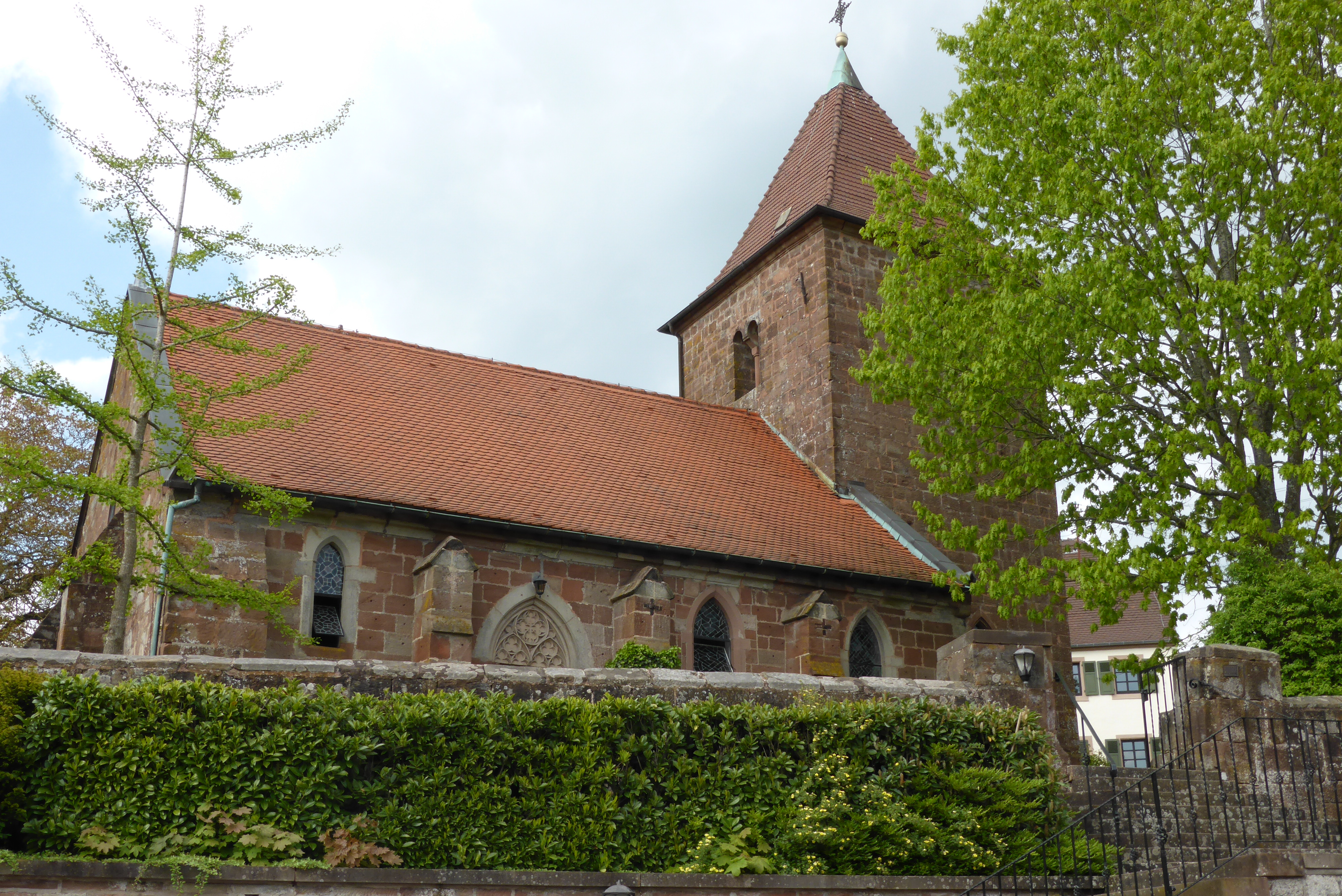
Pfarrkirche St. Martin

- Von der Burg Bundenbach sind noch einige Mauerreste vorhanden.
- Evangelische Pfarrkirche St. Martin – ein Dom im Kleinen: Von der ursprünglich romanischen Kirche ist noch der Turm erhalten. Anfang des 14. Jahrhunderts wurde eine gotische dreischiffige Hallenkirche angebaut, deren Wandmalereien 1908 entdeckt und teils wieder freigelegt wurden. Sie ist die prächtigste in der kleinen Gruppe gotischer Stufenhallen auf der Sickinger Höhe. Als ehemalige Wehrkirche besitzt die St. Martinskirche noch ihre Ringmauer, innerhalb derer bis 1853 der Kirchhof war. Die tiefen Einkerbungen in der Wand hinter dem Eingangsportal zeigen, dass der Zugang verrammelt werden konnte, wenn Gefahr drohte. Der um 1200 entstandene romanische Chorturm und das um 1320 entstandene gotische Kirchenschiff bilden durch den warmen Ton des roten und gelben Sandsteins eine Einheit. Im Innern sind die Schlusssteine des Kreuzrippengewölbes figürlich ausgestaltet. Die Steinkallenfels und die Cathcart zu Carbiston nutzten die Kirche als Grablege. Prächtige Epitaphien schmücken den Chorraum. Unter dem Altar befindet sich die Gruft mit den Gebeinen der Adelsfamilien.[11]

### Sonstige Bauwerke
- Alter Dorfbrunnen.

### Natur
Die Gemeinde gehörte zum Anbaugebiet der Apfelsorte Grasblümchen.

## Wirtschaft und Infrastruktur
Großbundenbach liegt an der Landesstraße 468, die von Zweibrücken nach Käshofen führt. Von dieser zweigt vor Ort die Kreisstraße 68 ab, die den Ort mit Mörsbach und Kleinbundenbach verbindet. Mitten durch die Gemeinde verlaufen der mit einem gelben Balken markierte Fernwanderweg Saar-Rhein-Main und seit 2009 der 30 Kilometer lange Meteoritenweg.

## Persönlichkeiten

### Ehrenbürger
- 2009: Jochen Schael (* 1946), für seine Verdienste um die Gemeinde. Seit 1974 im Gemeinderat, wurde der SPD-Politiker 1979 zum Ortsbürgermeister gewählt und hatte diese Funktion bis 2009 inne. In seiner Amtszeit wurden zahlreiche Projekte umgesetzt und die Gemeinde nahm mehrmals erfolgreich am Wettbewerb „Unser Dorf hat Zukunft“ teil. Schael erhielt 1998 die Freiherr-vom-Stein-Plakette des Landes Rheinland-Pfalz und 2006 das Bundesverdienstkreuz am Bande.[12][13]

### In Großbundenbach geboren
- Hans-Georg Schweppenhäuser (1898–1983), Ingenieur und Anthroposoph
- Christian Winter (* 1934), Hochschullehrer für Zoologie

### Personen, die vor Ort gewirkt haben
- Karl Anton Scherer (1831–1905),  evangelischer Pfarrer, Publizist, war ab 1854 Vikar in Großbundenbach
- Bernhard H. Bonkhoff (* 1953), Theologe, war von 1980 bis zu seiner Pensionierung 2014 vor Ort Pfarrer